# سوفولو (جبراییل)
سوفولو (ترکی آذربایجانی: Sofulu) یک منطقهٔ مسکونی در جمهوری آرتساخ است که در استان کاشاتاق واقع شده‌است.